# Baie Ensenada Zaratiegui
La baie Ensenada Zaratiegui (en espagnol : bahía Ensenada Zaratiegui) ou plus simplement baie Ensenada, est une baie située sur la côte septentrionale du canal Beagle, à l’extrémité sud-ouest de la partie argentine de la grande île de la Terre de Feu, dans le département d'Ushuaïa dans la province de Terre de Feu, Antarctique et Îles de l’Atlantique Sud. Elle est entourée par les forêts magellaniques subpolaires situées à l’intérieur du parc national Tierra del Fuego, bien que techniquement, elle se trouve à l’extérieur du parc.
Lors de la résolution du conflit du Beagle entre l’Argentine et le Chili, la souveraineté argentine sur la baie a été confirmée.

## Géographie

### Toponymie

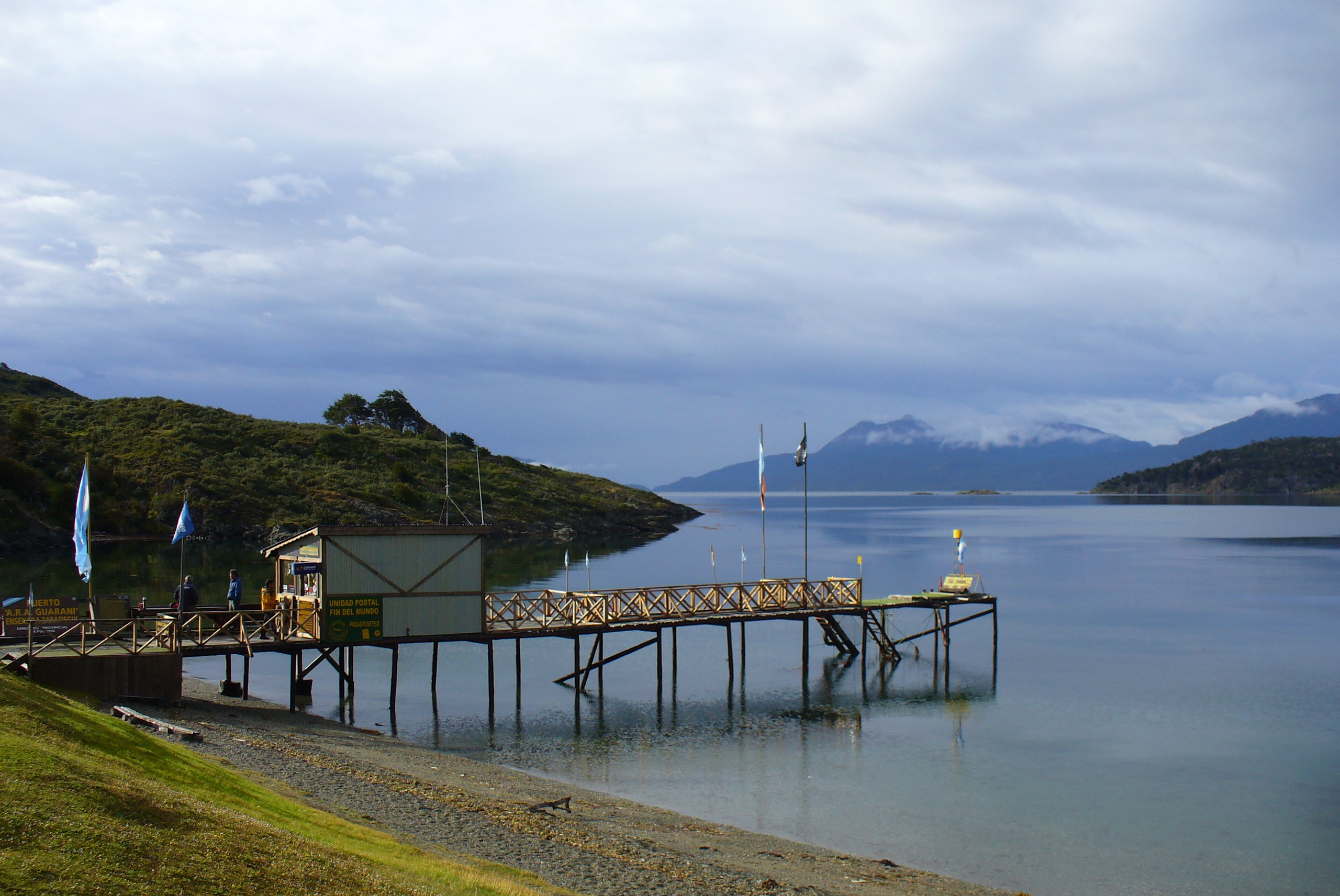
La baie Ensenada Zaratiegui.

La baie Ensenada Zaratiegui a été nommée en l’honneur du capitaine de corvette Gerardo Zaratiegui, qui commanda le remorqueur ARA Guaraní, stationné sur la base navale Ushuaïa. Le capitaine Zaatiegui perdit la vie à bord de son navire (en compagnie de 37 membres d’équipage) en octobre 1958 lorsque celui-ci coula dans les eaux de l’archipel fuégien à proximité du détroit de Le Maire, au cours d'une tempête d’une violence sans précédent survenue pendant une mission complexe de soutien logistique à un Douglas DC-4 pour permettre de sauver un sous-caporal devant subir une intervention chirurgicale pour une crise d’appendicite aigüe sur la base antarctique Melchior. Le brise-lames de cette baie porte le nom de ce navire.

### Situation géographique
La baie est située sur la côte septentrionale du canal Beagle, passage interocéanique reliant l'Atlantique sud au Pacifique sud. La baie est longue de 2,6 km et large de 1 500 m. Elle est entourée par des cordons montagneux appartenant à la portion fuégienne de la cordillère des Andes : à l'ouest le cerro Bellavista — de 299 m d'altitude — et à l'est par le mont Susana (500 m). Sur sa côte nord, elle possède un port naturel, surnommé « Puerto Guaraní ». Deux îles sont situées à l'entrée de la baie, à l'endroit où ses eaux se confondent avec celles du canal Beagle : l'île Estorbo et l'île Redonda, la plus grande des deux. Toutes d'eux sont d'anciens nunataks rocheux. À l'est, la baie est délimitée par la pointe Susana.
Dans la partie centrale de la baie se jette le ruisseau Piloto et, en direction de l'ouest le ruisseau Rayadito.

## Histoire

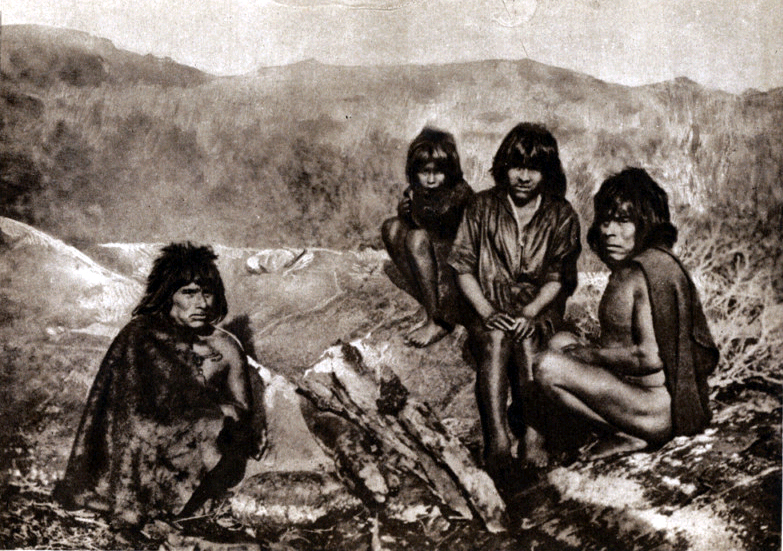
Les Yamanas étaient les premiers habitants de la baie Ensenada Zaratiegui.

### Colonisation occidentale de la zone
Dans le secteur occidental de la baie fonctionnait une scierie, laquelle utilisait un quai de bâti au moyen de troncs. La scierie est fermée le 30 septembre 1960 lors de la création du parc national par la loi no 15554. Cette loi protège le territoire jusqu'aux côtes marines, ainsi la baie à proprement parler n'est pas comprise à l'intérieur de l'aire protégée. Il existe des projets pour que la superficie du parc soit étendue et que ce dernier couvre également les eaux côtières et les îles alentour.

## Infrastructure et accès

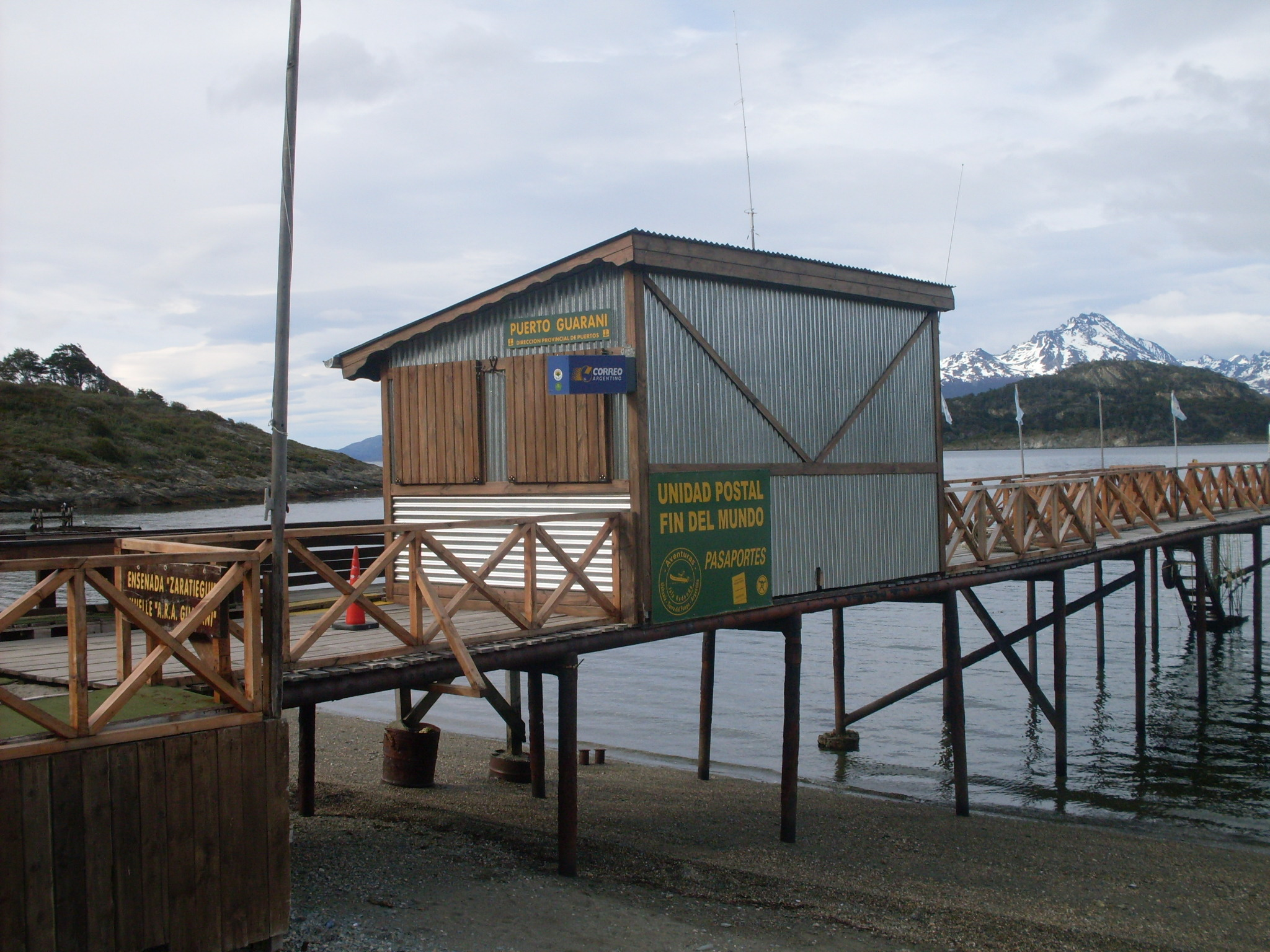
Bureau de poste « Puerto Guaraní ».

Ses côtes sont administrés par l'Administración de Parques Nacionales argentine. À pied, ses côtes sont accessibles par deux sentiers du parc national Tierra del Fuego, étant donné qu'elle se situe dans le secteur de 2 000 ha à l'extrémité méridionale du arc qui est ouverte au public.    
La voie d'accès la plus simple implique un bref détour de 1 400 mètres sur la gauche depuis la route nationale 3, qui part de Buenos Aires et se conclut quelques kilomètres après cette sortie dans une secteur surnommé « Fin del Mundo » dans la baie Lapataia. Par cette route, la baie est facilement accessible en voiture toute l'année depuis la ville d'Ushuaïa, distante 15 km. 
Il est également possible de rejoindre la baie par la mer au moyen d'embarcations semi-rigides qui partent de l'embarcadère « Puerto Arias » dans la baie Lapataia et accostent dans la baie Ensenada Zaratiegui sur le quai « Puerto Guaraní ». Sur ce quai se trouve une petite construction qui opère en tant que bureau de poste pour le Correo Argentino.

### Attractions touristiques
Cette baie est devenue une attraction touristique, étant l'une des excursions quasi-obligatoires depuis la ville d'Ushuaïa pour les touristes qui cherchent à découvrir le parc national Tierra del Fuego. Un point obligatoire de la baie Ensenada Zaratiegui est le quai touristique « Puerto Guaraní », située sur la côte du canal de Beagle. De ce quai partent les embarcations semi-rigides en direction de l'île Redonda. L'entreprise privée qui organise les traversées a commencé à exercer en 1998 grâce à un permis précaire, mais en raison de violations alléguées des conditions rattachées au permis, celui-ci sera révoqué, ce qui a produit un différend juridique entre l'entreprise et l'entité gestionnaire des parcs nationaux.
Il est également possible de se promener sur un chemin qui longe le bois bordant la rive du canal Beagle en direction de l'ouest ; ce parcours porte le nom de « Senda Costera » et il permet de rejoindre la rive nord de la baie Lapataia. Tout au long du chemin, depuis divers belvédères, des vues panoramiques s'offrent sur les îles chiliennes et argentines ainsi que sur les canaux fuégiens, en particulier sur l'île Hoste et le canal Murray. Il est idéal pour l'observation d'oiseaux.
Les eaux de la baie sont fréquentées par les plongeurs qui peuvent contempler les forêts d'algues et leur faune caractéristique.